# فرودگاه شهری اسپرینگر
فرودگاه شهری اسپرینگر (به انگلیسی: Springer Municipal Airport) یک فرودگاه همگانی است که یک باند فرود آسفالت دارد و طول باند آن ۱۵۲۴ متر است. این فرودگاه در کشور ایالات متحده آمریکا قرار دارد و در ارتفاع ۱۷۹۵ متری از سطح دریا واقع شده است.